# Улица Лестева
У́лица Ле́стева (до 30 апреля 1968 года — Ха́вский и (с 1938 года)  Ха́вско-Ша́боловский переу́лки) — улица, расположенная в Южном административном округе города Москвы на территории Даниловского района.

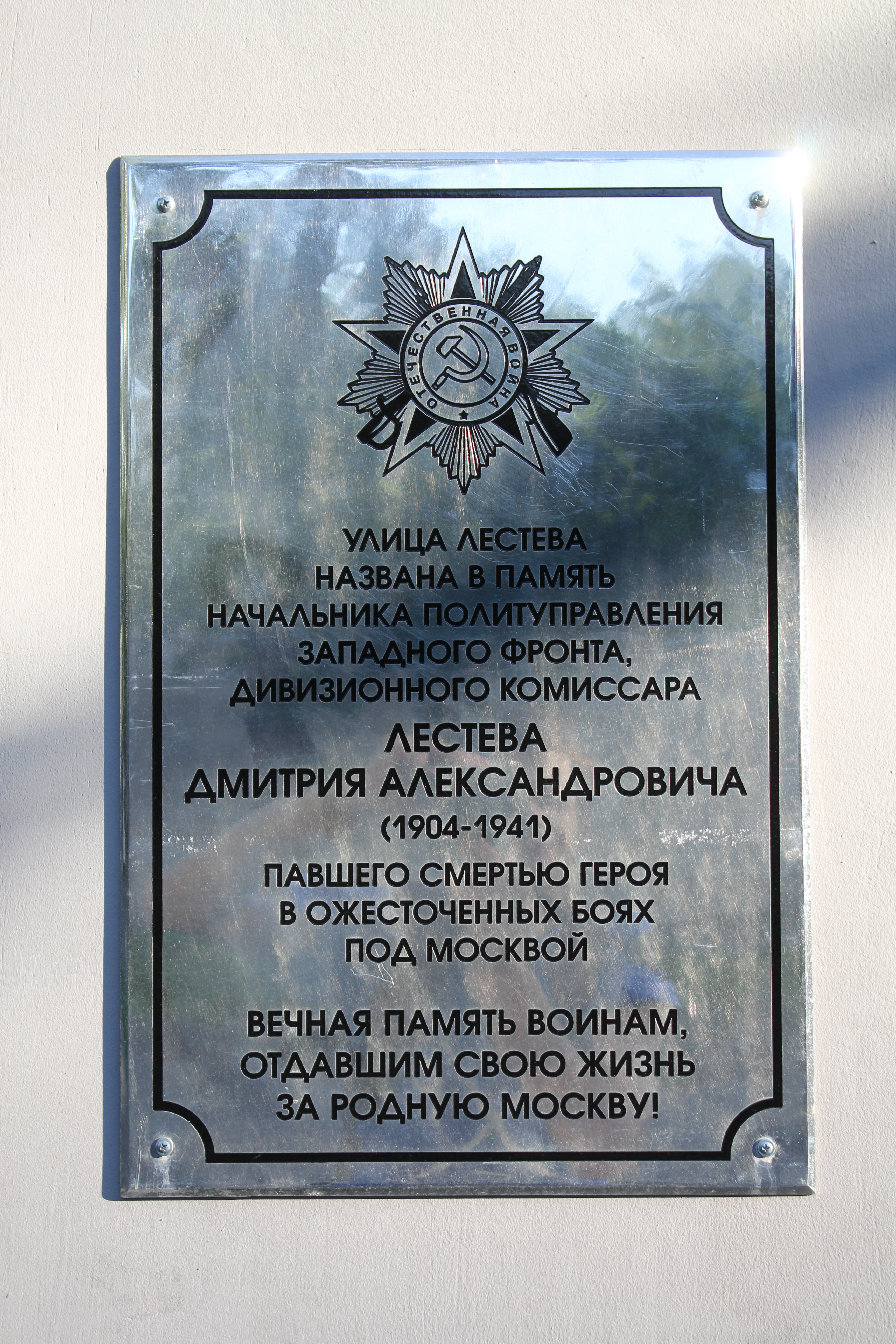
Таблица на здании на улице Лестева.

## История
Улица получила современное название 30 апреля 1968 года по фамилии политработника, участника гражданской войны, боёв на Халхин-Голе и Советско-финской войны Д. А. Лестева (1904—1941), возглавлявшего Политуправление Западного фронта и погибшего под Москвой. Ранее представляла собой Ха́вский переу́лок, получивший название до 1917 года по близости к Хавской улице, и  Ха́вско-Ша́боловский переу́лок, получивший название в 1938 году по расположению между Хавской улицей и улицей Шаболовка.

## Расположение
Улица Лестева начинается от Люсиновской улицы на запад до улицы Шаболовка, пересекая Мытную улицу, Городскую улицу, улицу Татищева и Хавскую улицу. Между улицей Лестева и Мытной и Люсиновской улицами расположена Даниловская площадь. Коротким проездом за Люсиновской улицей улица Лестева связана с Большой Серпуховской улицей. Нумерация домов начинается от Люсиновской улицы.

## Примечательные здания и сооружения

### По нечётной стороне
- № 9 — Челюстно-лицевой госпиталь для ветеранов войн. Бывшее школьное здание (1929)[3].
- № 11—21,  памятник архитектуры (региональный) — «Хавско-Шаболовский жилой комплекс», жилой массив 1927—1931 годов (№ 21 — 1928 года). Построен в стиле рационализма архитекторами АСНОВА Н. Н. Травиным, Б. Н. Блохиным, при участии И. Йозефовича и других членов этой организации[3][4]. Пример комплексной застройки 1930-х годов, демонстрирующий оригинальную и новаторскую композицию, одна из наиболее значительных застроек того времени. Пяти- и семиэтажные сдвоенные корпуса преимущественно из кирпича (панельные дома составляют около 20 % жилого фонда) соединены аллеями в единый квартал. В 1970-х — 1990-х годах часть зданий была реконструирована.

### По чётной стороне
- № 16—24 — жилые дома «1-е Замоскворечье» (1927—1930, архитекторы Н. Н. Травин, Б. Н. Блохин, Г. Я. Вольфензон, С. Я. Айзикович, А. Барулин, С. Леонтович, С. Носов)[3].
- № 18 — Дом-коммуна РЖСКТ «1-е Замоскворецкое объединение» (1927, архитектор Г. Я. Вольфензон, инженеры С. Я. Айзикович, А. Барулин, С. Леонтович)[3].

## Транспорт

### Автобус
- с910: в одну сторону от Городской улицы до Мытной улицы
- м90, н16: в одну сторону от Мытной улицы до Люсиновской улицы

### Метро
- Станция метро «Тульская» Серпуховско-Тимирязевской линии — юго-восточнее улицы, между Большой Тульской улицей и Большим Староданиловским, Холодильным и 1-м Тульским переулками
- Станция метро «Шаболовская» Калужско-Рижской линии — северо-западнее улицы, на улице Шаболовка